# 高見ダム
高見ダム（たかみダム）は、北海道日高郡新ひだか町、二級河川・静内川本流上流部に建設されたダムである。旧名奥高見ダム。
北海道が管理する道営ダムで、高さ120メートルのロックフィルダム。完成しているダムとしては高さが北海道最大、かつ国庫の補助を受けて建設される補助多目的ダムとしては日本最大のダムである。静内川の治水と北海道電力が手掛けた日高電源一貫開発計画の主要水力発電所・高見発電所（たかみはつでんしょ）による出力20万キロワットの水力発電を目的にしている。ダムによって形成された人造湖は高見湖（たかみこ）と命名された。

## 地理
静内川は、日高管内における二級河川としては新冠川（にいかっぷがわ）に並ぶ規模の大きい二級河川である。日高山脈の主脈であるカムイエクウチカウシ山付近よりコイボクシュシビチャリ川として源を発した後にペテガリ岳付近より源を発するコイカクシュシビチャリ川との合流点でメナシベツ川と呼称を変えて概ね西南西に流路を取り、ナメワッカ岳付近より源を発するシュンベツ川との合流点で静内川と再度呼称を変え新ひだか町の中心を貫流して太平洋に注ぐ。流路延長69.9キロメートル、流域面積683.4平方キロメートルの河川である。ダムは静内川（メナシベツ川）の上流、パンケベツ沢川との合流点下流に建設された。
静内川はかつて染退川（しべちゃりがわ）と呼ばれていた。アイヌ語で「シペ・イチャン」、サケの産卵場という意味であると解されているが、恵庭市を流れる漁川（いざりがわ）の語源である「イチャニ」も同じ意を持ち、これが訛ってシベチャリになったとも考えられている。1950年（昭和25年）に染退川は静内川に改称されたが、現河川名である静内川の語源はアイヌ語で「シ・フッチ・ナイ」、大祖母の沢という意味であると解されている。
なお建設当時の自治体名は静内郡静内町であったが、平成の大合併によって隣接する三石郡三石町と廃置分合という形で2006年に合併し現在の日高郡新ひだか町となっている。

### ダム名の由来
ダム名である高見は建設地点の地名を採ったものであるが、この「高見」という地名はアイヌ語由来のものではなく、本州より北海道に渡ってきた日本人によって付けられた。由来については二説あり、一つは日高国の命名者である松浦武四郎がこの地方を「天日を早くより仰ぎおり候こと故…」として「日高見」と名付けたという説、もう一つはこの地が現在の新ひだか町中心部を見渡せる風光明媚な地であることから入植者が「高見」と命名したというものである。1934年（昭和9年）に当時農屋メナシベツであった地名を高見へと変えている。
計画当時は「奥高見ダム」という名称であった。これは建設地点が高見地区からさらに上流10数キロメートルにあり、日高電源一貫開発計画の立案当時は獣道程度の交通手段しかなく、往来が困難な深い峡谷であったことから命名された。だが1950年代後半頃より林道が整備されて交通の便が改善され奥地性が薄れたこと、また1960年（昭和35年）に奥只見ダム（只見川）が完成したことにより名称の混同を避けるため、計画の主体である北海道電力はダム名より「奥」の字を除いて現在の「高見ダム」と改名している。

## 沿革

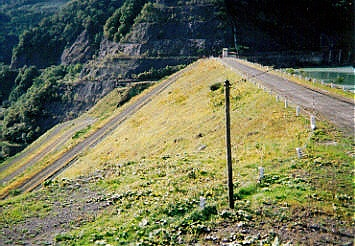
新冠ダム（新冠川）
高見ダムと共に日高電源一貫開発計画の中核事業として建設された。1974年完成。

幌尻岳を最高峰とする日高山脈はアルプス山脈・アンデス山脈・ロッキー山脈といった世界の名立たる高峰と時を同じくして形成された北海道随一の険しい山岳地帯であり、かつ年間の総降水量は2,000ミリを超える。険阻な山岳によって形成された急流と豊富な水量は水力発電には絶好の地点であるが、戦前はこの地一帯が帝室御料林で開発に制限が加えられていたこと、厳しい自然と険阻な山岳地帯であることから測量すら困難で、まともな地図が作成されなかったこと、地質が断層破砕地帯や土木技術者が最も嫌がる脆弱（ぜいじゃく）な蛇紋岩が多く分布することなどから全くといって良いほど開発の手が伸びなかった。
この日高山脈が有力な電源地帯候補として注目されたのは戦後のことである。戦時体制維持の観点から誕生した日本発送電が1948年（昭和23年）に過度経済力集中排除法の指定を受け、それに伴い1951年（昭和26年）に電気事業再編成令の発令で分割・民営化されたことにより北海道には北海道電力が誕生した。北海道電力は当初十勝川水系を中心とした十勝糠平系電源一貫開発計画を検討していたが、当時の北海道電力は同時に誕生した9電力会社の中でも経営基盤が弱く、同計画は資金調達の面から困難であった。このため1952年（昭和27年）に発足した電源開発に計画を委ねざるを得なかった。この十勝糠平系電源一貫開発計画に代わる新たな電力開発が求められ、白羽の矢が立ったのが日高山脈を流れる河川群であった。
1952年より進められた日高電源一貫開発計画は日高地方を流れる静内川を始め新冠川、沙流川、鵡川の四水系に大小11箇所のダムと水力発電所を建設し、それらをトンネルで結んで効率的な水利用を図り、合計で67万キロワットの電力を北海道一円に送電するという壮大な計画であり、同時期に計画・施工されていた只見特定地域総合開発計画による只見川・阿賀野川電源開発、天竜奥三河特定地域総合開発計画に基づく天竜川電源開発、吉野熊野特定地域総合開発計画に拠る熊野川電源開発計画などに匹敵する北海道電力の社運を賭けた一大プロジェクトであった。この計画において大容量貯水池を擁する中核水力発電所として新冠川の新冠ダム・新冠発電所と共に計画されたのが高見ダムおよび高見発電所である。しかし計画の全体的な流れが形成されるに従い、鵡川や沙流川の中小規模水力発電所を先に建設する方針を採ったこと、また北海道開発局や北海道による河川総合開発事業との兼ね合いもあって、計画当初から立案されていた高見ダムは後回しとされた。
一方水力発電に適する河川は、見方を変えれば「暴れ川」として度々洪水による水害をひき起こす。静内川でも例外ではなく、1955年（昭和30年）と1956年（昭和31年）の二年連続で水害に見舞われ、流域から多目的ダムによる洪水調節が求められた。北海道開発局は当時鵡川に総貯水容量が3億5,000万立方メートルを有する赤岩ダムを計画し、新冠川にも大規模ダムの建設を構想していた。だが赤岩ダム計画は水没予定の勇払郡占冠村が官民挙げて猛反対し1961年（昭和36年）白紙撤回、新冠川のダム計画も立ち消えとなり、暫くは多目的ダムの構想は無かった。だが1966年（昭和41年）に静内川は集中豪雨によってまたも静内町に水害をもたらし、再び多目的ダム建設の機運が高まった。1964年（昭和39年）の河川法改訂で二級河川の指定を受けた静内川は北海道が河川管理者であったが、静内川の根本的な治水対策として治水を主目的としたダム建設を計画するようになった。
この頃になると鵡川や沙流川、新冠川上流などの電源開発に一段落が付いた北海道電力は、いよいよ日高電源一貫開発計画の中核事業である高見発電所の建設に着手しようとしていた。当時オイルショックによって国産再生可能エネルギーである水力発電が見直され、火力発電との連携が可能な揚水発電が注目されており、高見発電所も巨大ダムを擁する揚水発電計画として進められたが、これに北海道が治水事業として北海道電力の高見発電所のダム計画に相乗りした。こうして北海道と北海道電力の共同事業として、治水と水力発電を目的とする「静内川総合開発事業」・高見ダムが1974年（昭和49年）より着手されたのである。

## 難工事
高見ダムは本格的な工事が行われる前、日高電源一貫開発計画の発足後より現地調査が北海道電力の手により1950年代より行われていた。だが、前述の通り当時のダム建設予定地点（ダムサイト）へは静内川に沿う道が無く隣の三石町より通じる林道で山越えをするか、支流の春別川沿いより獣道と度重なる渡河で開拓入植者が住む奥高見地区まで向かい、測量などの調査を行った。奥高見地区よりダム地点までは道も橋も無く、現地の猟師や馬による「ダンコ」と呼ばれる静内・新冠特有のポーターの協力を得て道なき道を踏破し、静内川の急流を徒歩で渡河していた。その後簡単な吊り橋や丸太一本程度の橋が架けられたが、ダム地点まで向かうのは容易ではなく、東京から派遣された電力中央研究所の幹部が急流に流されかけるなどのハプニングも伝えられている。また当時は高度経済成長に向かう時期で、急激な電力消費に対応するため早急な電力開発が全国的な至上命令であったことから、夏だけでなく極寒と豪雪の冬季にも調査を実施しなければならなかった。その上ヒグマが多く徘徊し、マダニやブユが襲い来る中簡易テントでの野営を余儀なくされ、調査員の苦労は筆舌に尽くし難いものがあったといわれている。
こうした激務によって地形・地質などの基礎資料が整い、かつ林道なども静内川沿いに整備されたことでダム建設のための調査は後半になると円滑になった。ダム建設に伴う水没地の補償は営林署の所有する国有林のみであり、人家の水没補償はなかったため比較的問題なく進み、1978年（昭和53年）よりダムと発電所の工事に着手した。だがこの工事も相次ぐ労働災害によって殉職者を出す難工事となった。
まず1979年（昭和54年）3月21日には発電所工事用搬入路トンネル建設現場の火工所で火薬が爆発して3名が死亡、1982年（昭和57年）4月にはダム建設の際に河川の流路を変更する仮排水路のバイパストンネル工事現場で落盤事故が発生して3名が死亡、このほか工事現場へ向かう際の転落事故などで作業員が死亡するなど建設中の事故が相次いだ。さらに冬季から春季にかけての雪崩、それに続く融雪洪水による工事設備の損壊など、自然も猛威を振るった。1982年3月21日には浦河沖地震が発生、静内町は震度5の強震を記録したがダム本体への影響はほとんど無かった。
相次ぐ災害で静内町では「災害は水神の祟り」ではないかという噂も流れ、作業員の間にも動揺が広がったといわれている。このため施工主体である北海道電力は静内神社に依頼して現地で祈祷を行い人心の収拾に努める一方で北海道電力副社長以下幹部などが現地に集まって再発防止策を検討し、事故再発防止決議を採択した後合同慰霊祭と安全祈願祭を静内神社の協力で実施している。北海道警察と労働基準監督署の合同現場検証で火薬爆発事故は「原因不明」、落盤事故は「予測不可能」であるとして不起訴処分となった。この一件でHTBで放映予定だった発電所取材番組はお蔵入りになっている。
こうした難工事の末1983年（昭和58年）1月14日にダムに試験的に貯水を行う「試験湛水（たんすい）」が開始され、7月30日には高見発電所の営業運転が行われてダムと発電所は完成、1951年の北海道電力発足と同時にダム・発電所計画が検討されてから32年という長い年月を掛けて日高電源一貫開発計画の根幹事業は成ったのである。

## 目的

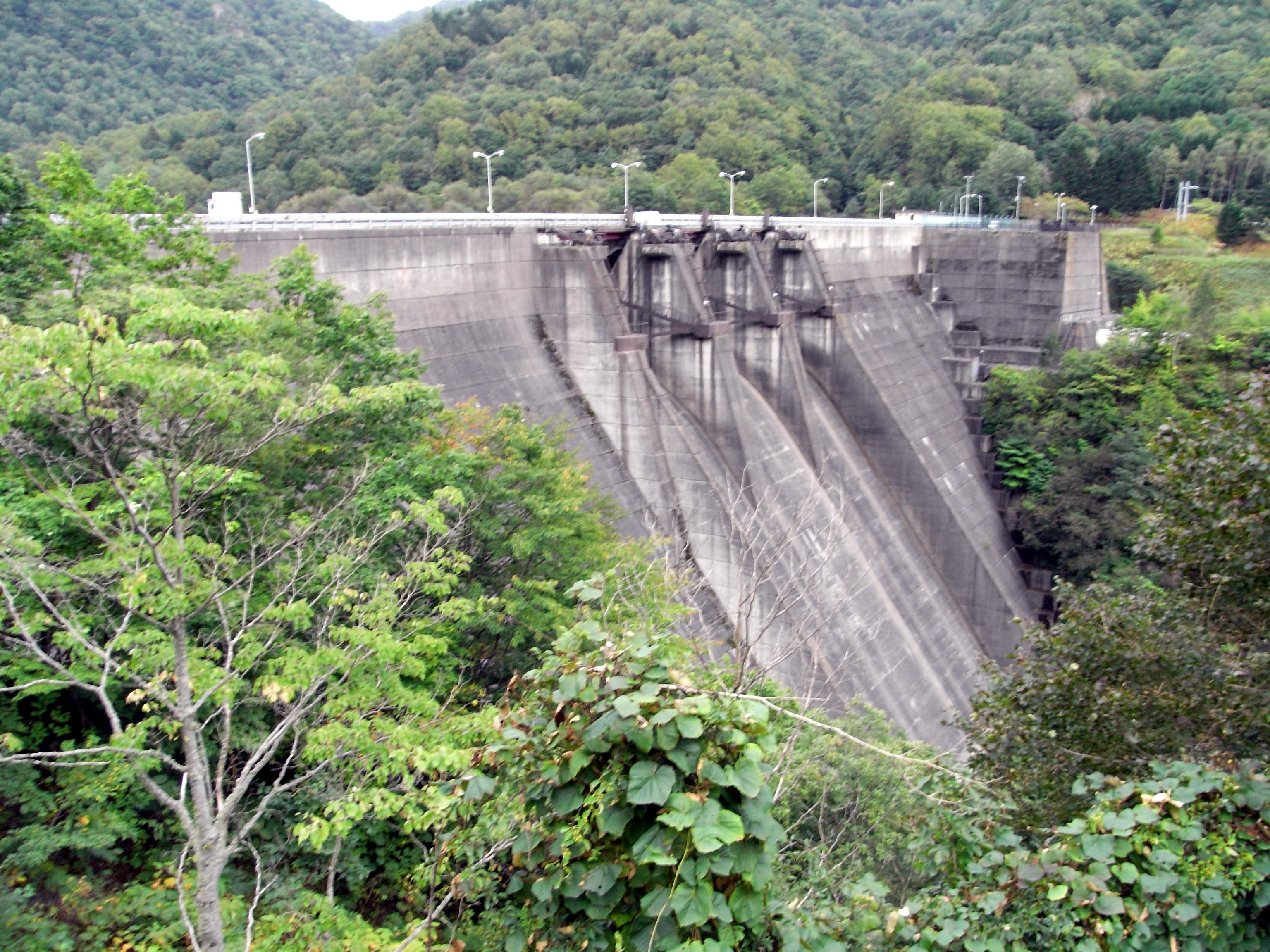
静内ダム（静内川）
高見発電所の下部調整池としての役割を有する。高見ダムに先んじること1966年完成。

高見ダムは日本屈指の規模を有するダムである。高さ120メートルは日本のダムにおいても上位に入る高さであり、北海道では最高を誇る。また総貯水容量は2億2,900万立方メートルであるがこれはそれまで北海道一であった朱鞠内湖（雨竜第一ダム。雨竜川）を超え、人造湖の面積である湛水面積も朱鞠内湖、糠平湖（糠平ダム。音更川）に次いで第三位となる。この規模は例えば関東地方における大人造湖である奥利根湖（矢木沢ダム。利根川）や宮ヶ瀬湖（宮ヶ瀬ダム。中津川）、奥多摩湖（小河内ダム。多摩川）を凌ぐ大きさである。地方自治体が管理する多目的ダムでも日本最大で、二級河川に建設されたダムとしても宮崎県の一ツ瀬ダム（一ツ瀬川）に次ぐ大規模なダムである。
高見ダムは北海道と北海道電力の共同事業として施工され、ダムの工事は北海道電力が北海道の委託を受けて施工を行った。完成後が北海道がダム管理を行い、北海道電力は発電所の管理を担当している。このため、丸山ダム（木曽川）や手取川ダム（手取川）のようにダムの共同管理を行っている訳ではなく、河川法17条に基づく「兼用工作物」としての扱いではない。
ダムの目的は洪水調節と水力発電である。洪水調節については過去最悪の洪水流量を参考に算出された計画高水流量である毎秒1,600立方メートルの洪水を、ダムで毎秒1,100立方メートル分貯水することで下流には毎秒500立方メートルを放流する。そして堤防などの河川改修と組み合わせることで下流にある二十間道路桜並木の起点がある新ひだか町目名において毎秒3,000立方メートルの洪水を毎秒2,200立方メートルにまで抑制させる。ダムが建設される前に発生した洪水は旧静内町一帯が冠水する被害であったが、ダム完成後はそのような水害は発生していない。

### 高見発電所
高見発電所は北海道電力が管理する自流混合型の揚水式水力発電所である。静内川の水と、支流である春別川よりトンネルで導水した水をダム湖である高見湖に貯え、それを地下に建設した発電所によって発電する。そして発電所から放流した水は1966年に既に完成している静内ダムへと貯えられ、エアコンなど家庭用電力や工場用電力が大量に使用される夏季や冬季の電力使用ピーク時に高見湖へと揚水され発電を行う。発電所の最大（認可）出力は20万キロワットであり、二機の発電機を有する。1号機はダムの完成と同時に運転が開始され、遅れて1993年（平成5年）4月に2号機が運転を開始した。なお、1号機運転開始によって、北海道電力は所有する水力発電所の総出力が100万キロワットの大台に達している。

## 周辺
高見ダムのある新ひだか町は隣接する新冠町などと共にサラブレッドの一大産地であり、多くの競馬ファンが訪れる。また周辺には襟裳岬など観光地も存在する。春には日本の道百選・日本の桜百選・日本の街路樹百選に選ばれている二十間道路桜並木のサクラが一斉に咲き、花見客や多くの観光客も訪れる。
高見ダムへは公共交通機関では札幌駅・新千歳空港駅から苫小牧駅を経由して日高本線・静内駅へ向かう。車では道央自動車道・苫小牧東ジャンクションから日高自動車道に入り、日高厚賀IC下車後国道235号を静内・襟裳方面へ南下する。何れも新ひだか町中心街からは北海道道71号平取静内線経由で北海道道111号静内中札内線へ直進すると双川ダム、静内ダム経由で到着する。
しかし、静内ダムゲートから先の北海道道111号静内中札内線は関係者以外の立入を一切許可されていない（車はもちろん徒歩や自転車等も不可）ため高見ダムまで行くことは不可能となっている。